# Бузаллетта (водохранилище)
Бузаллетта (итал. Lago della Busalletta) — водохранилище в регионах Пьемонт и Лигурия, на севере Италии. Водохранилище находится в Лигурийских Апеннинах. Оно находится на границе провинций Алессандрия и Генуя, коммун Фракональто (Алессандрия) и Бузалла, Миньянего и Ронко-Скривия (Генуя).
Объём воды — 0,0045 км³.
Водохранилище было построено в 1970—1977 годах по проекту компании Acquedotto Nicolay. Водный объект находится на высоте 441 м над уровнем моря. Максимальная вместимость хранилища составляет 4,5 миллиона кубических метров.
Высота плотины составляет 60 м, длина — 220 м. Глубина в самой низкой точке составляет 50 метров; площадь — 0,3 квадратных километра.
Вода из хранилища поступает по водопроводу в Миньянего, где очищается и подаётся в сеть. В первую очередь, водохранилище служит для обеспечения дополнительной питьевой водой в случае снижения расхода воды в реке Скривия или сокращения запасов воды в водохранилище Лаги-дель-Горценте. Во время штатной эксплуатации водохранилище снабжает портовый город Генуя 340 литрами питьевой воды в секунду, а коммуну Бузалла — 30 литрами в секунду.
В озере водятся форель, голавль, щука, карп и линь.